# フェリー粟国
フェリー粟国（フェリーあぐに）は、和幸船舶により運行されているフェリーである。2020年までは粟国村が運航していた。

## 就航航路
現在、神戸市にある和幸船舶により不定期で佐渡島と本土を結ぶ航路に就役中である。
- 羽茂港（新潟県佐渡市）- 直江津港（新潟県上越市）

2021年8月に着岸試験、2021年10月より試験運行。
- 赤泊港（新潟県佐渡市） - 寺泊港（同県長岡市）

2022年12月上旬より試験運行を開始する。同航路は以前佐渡汽船により運行されていた。

## 就航航路（粟国村時代）
- 那覇港（泊ふ頭旅客ターミナル） - 粟国港

那覇港を起点に1日1往復を運航する。繁忙期は1日2往復の臨時運航。ドック期間中（整備中）は代船として渡嘉敷村のフェリーとかしきが週2往復程度運航される。
車両を航送する際は予約が必要。
2020年6月28日をもって粟国航路より引退。2020年7月15日から「ニューフェリーあぐに」に交代。

## 特徴
前船より大型化し、座席が30席増加、臨時定員は70名増加した。航海速力の向上により所要時間は30分短縮され、片道2時間となった。現在は2時間10分で運航。
船内はバリアフリー化されており、介護人が付き添って利用可能な車椅子用の昇降機、車椅子スペース、多目的トイレなどを有する。
先代の代船として沖縄県離島海運振興の発注により井筒造船所で建造され、2002年8月16日に就航した。

## 2024年能登半島地震
2024年1月1日に発生した能登半島地震の救援のため、日本財団により本船がチャーターされた。1月10日午前に金沢港を出港、同日夕方に輪島港に到着し、油2000リットル、軽油1000リットル、発電機5台をトラックに搭載したまま輸送した。同支援は1月20日まで続けられる予定。

## 船内

### 船室
- 座敷席（1階）
- 椅子席（2階）
- 自動販売機

## ギャラリー

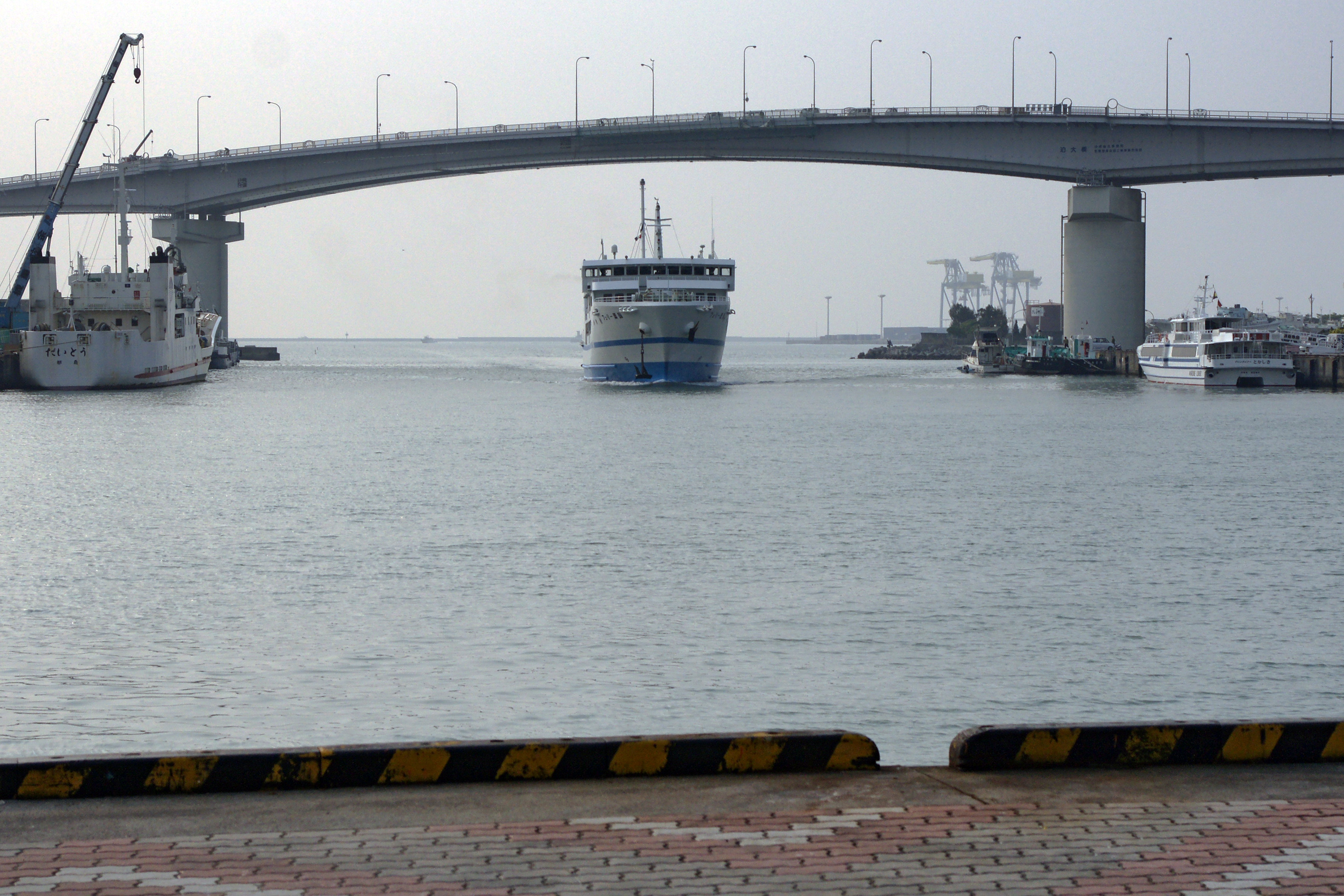
那覇の泊ふ頭に入港する本船